# Independent Spirit Awards 2003
Die 18. Verleihung der Independent Spirit Awards fand am 22. März 2003 statt.

## Zusammenfassung
Dem Himmel so fern (Far from Heaven), Todd Haynes’ 50er-Jahre-Melodram, war der große Gewinner mit fünf Awards. Der Triumph des Filmes beendete nicht nur für Haynes ein langes Warten auf den Preis: Für den Regisseur und Kameramann Edward Lachman war es die jeweils vierte Nominierung gewesen, für Julianne Moore die dritte. Dennis Quaid gewann für diesen Film bereits seinen zweiten Award. Für andere Filme blieben nur Nebenpreise und Nominierungen: die S/M-Fantasie Secretary errang den Preis für das beste Drehbuchdebüt, die schwarze Jennifer-Aniston-Komödie The Good Girl den Preis für das beste Drehbuch, Denzel Washingtons Regiedebüt Antwone Fisher den Preis für den besten Hauptdarsteller. Michael Moore wurde wie bei den Oscars bester Dokumentarfilmer, Alfonso Cuarón gewann den Preis für den besten ausländischen Filmemacher.

## Gewinner und Nominierte

### Bester Film
Dem Himmel so fern (Far from Heaven) – Jody Patton, Christine Vachon
The Good Girl – Matthew Greenfield
Lovely & Amazing – Anthony Bregman, Eric d’Arbeloff, Ted Hope
Secretary – Andrew Fierberg, Amy Hobby, Steven Shainberg
Tully – Hilary Birmingham, Anne Sundberg

### Bester Debütfilm
Lost Heaven (The Dangerous Lives of Altar Boys) – Peter Care
Interview with the Assassin – Neil Burger
Manito – Eric Eason
Rodger Dodger – Dylan Kidd
Die Straßen Harlems (Paid in Full) – Charles Stone III

### Beste Dokumentation
Bowling for Columbine – Michael Moore
The Cockettes – Bill Weber, David Weissman
Devil’s Playground – Lucy Walker
How to Draw a Bunny – John W. Walter
Stevie – Steve James

### Bester Hauptdarsteller
Derek Luke – Antwone Fisher
Graham Greene – Skins
Danny Huston – Invansxtc
Jeremy Renner – Dahmer
Campbell Scott – Rodger Dodger

### Beste Hauptdarstellerin
Julianne Moore – Dem Himmel so fern (Far from Heaven)
Jennifer Aniston – The Good Girl
Maggie Gyllenhaal – Secretary
Catherine Keener – Lovely & Amazing
Parker Posey – Personal Velocity: Three Portraits

### Bester Nebendarsteller
Dennis Quaid – Dem Himmel so fern (Far from Heaven)
Alan Arkin – Thirteen Conversations About One Thing
Ray Liotta – Narc
John C. Reilly – The Good Girl
Peter Weller – Invansxtc

### Beste Nebendarstellerin
Emily Mortimer – Lovely & Amazing
Viola Davis – Antwone Fisher
Jacqueline Kim – Charlotte Sometimes
Juliette Lewis – Hysterical Blindness
Julianne Nicholson – Tully

### Bestes Leinwanddebüt
Nia Vardalos – My Big Fat Greek Wedding
Bob Burrus – Tully
America Ferrera – Echte Frauen haben Kurven (Real Women Have Curves)
Raven Goodwin – Lovely & Amazing
Artel Kayàru – Dahmer

### Beste Regie
Todd Haynes – Dem Himmel so fern (Far from Heaven)
Joe Carnahan – Narc
Nicole Holofcener – Lovely & Amazing
Bernard Rose – Invansxtc
Gus Van Sant – Gerry

### Bestes Drehbuch
Mike White – The Good Girl
Hilary Birmingham, Matt Drake – Tully
Nicole Holofcener – Lovely & Amazing
Dylan Kidd, Jill Sprecher – Rodger Dodger
Karen Sprecher – Thirteen Conversations About One Thing

### Bestes Drehbuchdebüt
Erin Cressida Wilson – Secretary
Neil Burger – Interview with the Assassin
Laura Cahill – Hysterical Blindness
Heather Juergensen, Jennifer Westfeldt – Kissing Jessica (Kissing Jessica Stein)
Burr Steers – Igby (Igby Goes Down)

### Beste Kamera
Edward Lachman – Dem Himmel so fern (Far from Heaven)
Ellen Kuras – Personal Velocity: Three Portraits
Alex Nepomniaschy – Narc
Richard Rutkowski – Interview with the Assassin
Harris Savides – Gerry

### John Cassavetes Award
Rebecca Miller, Alexis Alexanian, Lemore Synan, Gary Winick – Personal Velocity: Three Portraits
Eric Byler, Marc Ambrose – Charlotte Sometimes
David Jacobsohn, Larry Rattner – Dahmer
Bernard Rose, Lisa Enos – Invansxtc
Alex Smith, Andrew J. Smith, Greg O’Connor, Michael A. Robinson – The Slaughter Rule

### Producers Award
Effie Brown – Echte Frauen haben Kurven (Real Women Have Curves) und Stranger Inside
Jesse Scolaro, Allen Bain – Manito und Cry Funny Happy
Eden Wurmfeld – Kissing Jessica (Kissing Jessica Stein) und Fanci’s Persuasion

### Truer Than Fiction Award
Jennifer Dworkin – Love and Diane
Jeffrey Blitz – Spellbound
Eugene Jarecki – The Trials of Henry Kissinger
Mark Moskowitz – Stone Reader

### Bester ausländischer Film
Y tu mamá tambièn – Alfonso Cuarón
Atanarjuat – Die Legende vom schnellen Läufer (Atanarjuat) – Zacharias Kunuk
Auszeit (L’emplois du temps) – Laurent Cantet
Bloody Sunday – Paul Greengrass
Die Klavierspielerin (La pianiste) – Michael Haneke

### Someone to Watch Award
Przemyslaw Reut – Paradox Lake
Eric Eason – Manito
Eitan Gorlin – The Holy Land